# HMS Wheatland (L122)
HMS Wheatland (L122) là một tàu khu trục hộ tống lớp Hunt Kiểu II của Hải quân Hoàng gia Anh Quốc được hạ thủy và đưa ra phục vụ vào năm 1941. Nó đã hoạt động cho đến hết Chiến tranh Thế giới thứ hai, cho đến khi xuất biên chế năm 1945 và bị bán để tháo dỡ năm 1959.

## Thiết kế và chế tạo
Wheatland thuộc vào số 33 chiếc tàu khu trục lớp Hunt nhóm II, có mạn tàu rộng hơn nhóm I, tạo độ ổn định cho một tháp pháo QF 4 in (100 mm) Mark XVI nòng đôi thứ ba, cũng như cho phép tăng số lượng mìn sâu mang theo từ 40 lên 110.
Wheatland được đặt hàng vào ngày 4 tháng 9 năm 1939 cho hãng Yarrow Shipbuilders tại Glasgow, Scotland trong Chương trình Chế tạo Khẩn cấp Chiến tranh 1939 và được đặt lườn vào ngày 30 tháng 5 năm 1940. Nó được hạ thủy vào ngày 7 tháng 6 năm 1941 và nhập biên chế vào ngày 3 tháng 11 năm 1941. Tên nó được đặt theo một rừng săn cáo tại Shropshire. Con tàu được cộng đồng dân cư Uttoxeter tại Staffordshire đỡ đầu trong khuôn khổ cuộc vận động gây quỹ Tuần lễ Tàu chiến năm 1942.

## Lịch sử hoạt động

### 1941
Sau khi hoàn tất trang bị và chạy thử máy, Wheatland đi đến Scapa Flow vào ngày 4 tháng 11 năm 1941 để thực hành cùng các tàu chiến thuộc Hạm đội Nhà. Nó được điều động vào tháng 12 để tham gia lực lượng hải quân hỗ trợ cho Chiến dịch Anklet, cuộc đổ bộ đột kích lên Lofoten thuộc Na Uy như một đòn tấn công nghi binh hỗ trợ cho Chiến dịch Archery. Mục đích chính của Chiến dịch Anklet là nhằm thu thập thông tin về mật mã Enigma, và họ đã hoàn thành khi thu được một máy Enigma, các vòng mã hóa và tài liệu mật trên chiếc tàu phụ trợ Đức Geier (V5904), và gửi đến Cơ quan Giải mã Anh tại Bletchley Park.
Wheatland khởi hành từ Scapa Flow vào ngày 24 tháng 12 cùng tàu tuần dương hạng nhẹ Arethusa (26); các tàu khu trục Ashanti (F51), Bedouin (F67), Eskimo (F75), Somali (F33), Lamerton (L88); các tàu khu trục Ba Lan ORP Kujawiak (L72) và ORP Krakowiak (L115); các tàu corvette Na Uy HNoMS Andenes (K01) và HNoMS Eglantine (K197); các tàu quét mìn Speedwell (J87), Harrier (J71) và Halcyon (J42); các tàu chở quân đổ bộ HMS Princess Josephine Charlotte và HMS Prince Albert cùng một số tàu phụ trợ khác. Nó được tách ra vào ngày 26 tháng 12 để hộ tống Princess Josephine Charlotte bị hư hại không thể tiếp tục tham gia chiến dịch quay trở lại Scapa Flow.

### 1942

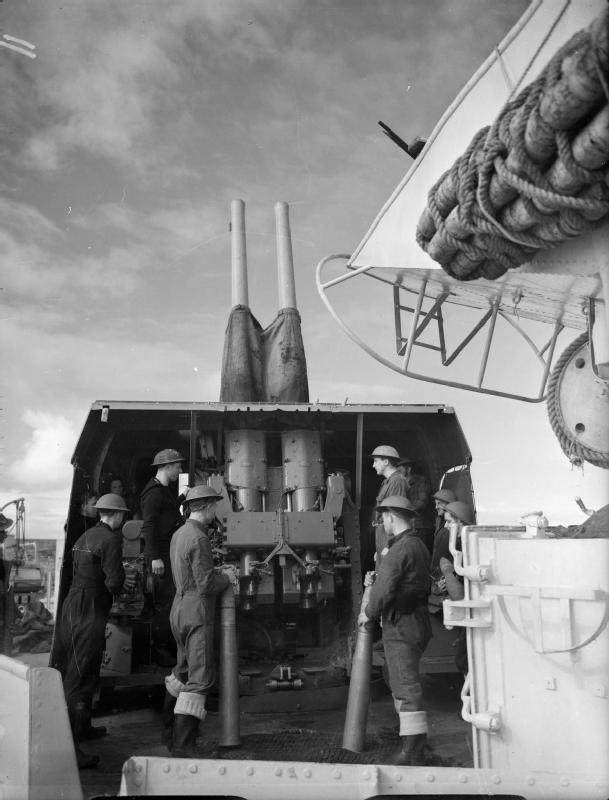
Tháp pháo QF 4-inch nòng đôi trên HMS Wheatland trong trạng thái chuẩn bị tác chiến nhắm vào mục tiêu trên không

Wheatland tách khỏi Hạm đội Nhà vào tháng 1 năm 1942 để gia nhập Chi hạm đội Khu trục 1 đặt căn cứ tại Portsmouth, làm nhiệm vụ hộ tống vận tải và tuần tra trong eo biển Manche. Đến tháng 3, nó được điều động quay lại Hạm đội Nhà tại Scapa Flow, hỗ trợ việc bảo vệ các Đoàn tàu vận tải Bắc Cực chở hàng tiếp liệu chiến tranh đi sang Liên Xô, vốn bị mối đe dọa thường trực do sự có mặt của thiết giáp hạm Tirpitz cùng các tàu tuần dương hạng nặng Admiral Sheer và Admiral Hipper tại các cảng Na Uy.
Vào ngày 20 tháng 3, Wheatland tham gia thành phần hộ tống cho Đoàn tàu PQ 13 đi sang Murmansk và Đoàn tàu QP 9 quay trở về. Lực lượng hộ tống bao gồm các thiết giáp hạm King George V (41) và Duke of York (17), tàu chiến-tuần dương Renown (1916) tàu sân bay Victorious (R38), các tàu tuần dương Edinburgh (16) và Kent (54), các tàu khu trục Ashanti, Bedouin, Echo (H23), Escapade (H17), Eskimo, Faulknor (H62), Foresight (H68), Icarus (D03), Inglefield (D02), Marne (G35), Onslow (G17), Punjabi (F21) và Tartar (F43), các tàu khu trục hộ tống Ledbury (L90) và Middleton (L74). Đến ngày 9 tháng 4, nó tiếp tục tham gia thành phần hộ tống cho Đoàn tàu PQ 14 và Đoàn tàu QP 10 quay trở về với thành phần bảo vệ chủ lực tương tự, được hộ tống bởi các tàu khu trục Bedouin, Escapade, Eskimo, Faulknor, Matchless (G52), Offa (G29), Onslow, Somali, Belvoir (L32), Ledburry và Middleton.
Vào ngày 3 tháng 5, Wheatland nằm trong thành phần bảo vệ cho King George V bị hư hại quay trở lại Iceland, sau khi chiếc thiết giáp hạm mắc tai nạn va chạm với Punjabi khiến chiếc tàu khu trục bị đắm. Sau đó vào ngày 20 tháng 5, nó hộ tống cho thiết giáp hạm Duke of York đi từ Scapa Flow đến Iceland thay thế cho King George V trong vai trò bảo vệ từ xa cho các Đoàn tàu vận tải Bắc Cực. Đến ngày 23 tháng 5, nó tham gia thành phần hộ tống cho Đoàn tàu PQ 16 và Đoàn tàu QP 12 quay trở về. Lần này đặc biệt có sự tham gia của các tàu chiến thuộc lực lượng Hải quân Hoa Kỳ: thiết giáp hạm USS Washington (BB-56), tàu tuần dương hạng nặng USS Wichita (CA-45) và các tàu khu trục USS Mayrant (DD-402), USS Rhind (DD-404), USS Rowan (DD-405) và USS Wainwright (DD-419); lực lượng Hải quân Hoàng gia bao gồm thiết giáp hạm Duke of York, tàu sân bay Victorious, tàu tuần dương London (69) được hộ tống bởi Eclipse (H08), Faulknor, Fury (H76), Icarus, Intrepid (D10), Blankney (L30), Lamerton (L88) và Middleton. Nó cùng hạm đội quay trở về Scapa Flow vào ngày 29 tháng 5.
Đến tháng 7, Wheatland lại tham gia lực lượng hỗ trợ từ xa cho Đoàn tàu Bắc Cực tiếp theo: Đoàn tàu PQ 17 đi sang Nga và Đoàn tàu QP 13 quay trở về. Thành phần hộ tống trực tiếp cho đoàn tàu bao gồm các tàu tuần dương London và Norfolk (78), USS Wichita và Tuscaloosa (CA-37) cùng các tàu khu trục USS Wainwright và USS Rowan. Lực lượng bảo vệ từ xa cho đoàn tàu bao gồm các thiết giáp hạm Duke of York và USS Washington, tàu sân bay Victorious, các tàu tuần dương Cumberland (57) và Nigeria (60) cùng các tàu khu trục Ashanti, Escapade, Faulknor, Marne, Martin (G44), Onslaugh (G04), Onslow và các tàu khu trục hộ tống Blankney, Middleton và Wheatland. Lực lượng bảo vệ hùng hậu được tập trung nhằm ngăn ngừa sự xuất hiện của các tàu chiến chủ lực Tirpitz, Admiral Scheer, Admiral Hipper và Lützow của Đức có mặt tại vùng biển phía Bắc tấn công vào đoàn tàu.
Đoàn tàu PQ 17 bị máy bay và tàu ngầm đối phương quấy phá liên tục. Tuy nhiên, Bộ Hải quân Anh lại đánh giá sai lầm rằng Đoàn tàu PQ 17 đang phải chịu đựng nguy cơ bị tấn công phối hợp bởi các hạm tàu nổi chủ lực Đức; một loạt mệnh lệnh được gửi đến đoàn tàu vào ngày 4 tháng 7, cuối cùng ra lệnh cho đoàn tàu vận tải “phân tán” về các cảng Liên Xô. Trong khi đó, được cho là phải đối đầu với một lực lượng đối phương hùng hậu, các tàu tuần dương và tàu khu trục bảo vệ từ xa đã quay mũi hướng về phía Tây, trên thực tế đã bỏ rơi các tàu buôn, khiến chúng bị thiệt hại nặng nề bởi không kích và tàu ngầm đối phương.
Wheatland về đến Scapa Flow vào ngày 6 tháng 7, khi nó được tách khỏi nhiệm vụ để được đại tu tại xưởng tàu Humber, Kingston upon Hull từ ngày 22 tháng 7. Việc sửa chữa hoàn tất vào ngày 22 tháng 8, khi nó tiến hành chạy thử máy sau đại tu trước khi gia nhập trở lại Hạm đội Nhà. Vào ngày 5 tháng 9, nó cùng tàu chị em Wilton (L128) bảo vệ cho tàu sân bay hộ tống Avenger (D14) lên đường gia nhập Đoàn tàu PQ18. Bài học rút ra từ thảm kịch PQ17 là giờ đây, với tàu tuần dương hạng nhẹ Scylla (98) và 16 tàu khu trục, thành phần của đoàn tàu vận tải được tăng cường một tàu sân bay hộ tống và hai tàu tuần dương phòng không, nhằm tăng cường khả năng đánh trả không quân của đối phương. Lực lượng bảo vệ từ xa bao gồm hai thiết giáp hạm Anh, hai tàu tuần dương và bốn tàu khu trục. Wheatland gia nhập PQ18 vào ngày 9 tháng 9, và sau khi hoàn tất hành trình, nó tách khỏi PQ18 vào ngày 17 tháng 9 để cùng Avenger và Scylla gia nhập Đoàn tàu QP14 cho chặng quay trở về, hoàn tất chuyến đi vào ngày 20 tháng 9.
Sang tháng 10, Wheatland được đề cử tham gia Chiến dịch Torch, cuộc đổ bộ của lực lượng Đồng Minh lên Bắc Phi. Nó cùng tàu chỉ huy đổ bộ HMS Bulolo đi sang Gibraltar vào tháng 11, nơi nó cùng các tàu chị em Lamerton và Wilton gia nhập Đội khu trục 57, vốn còn bao gồm Bicester (L34) và Zetland (L59) cùng Bramham (L51) đang sửa chữa. Vào ngày 8 tháng 11, nó tham gia Lực lượng đặc nhiệm phía Đông, bao gồm Bulolo, tàu sân bay Avenger cùng các tàu tuần dương Sheffield (C24) Scylla và Charybdis (88) để hỗ trợ cho cuộc đổ bộ lên Algiers. Nó cùng Lamerton cho đổ bộ lực lượng lên Bone vào ngày 12 tháng 11, rồi được bố trí hộ tống cho một đoàn tàu tiếp liệu hai ngày sau đó.

### 1943
Wheatland tiếp tục nhiệm vụ tuần tra và hộ tống vận tải tại khu vực Tây Địa Trung Hải. Vào ngày 17 tháng 2 năm 1943, nó đã cùng tàu chị em Easton (L09) đánh chìm tàu ngầm Ý Asteria ngoài khơi Bougie, Algérie; và sang ngày 23 tháng 2, đang khi hộ tống cho Đoàn tàu KMF10A, nó đã cùng Lamerton và Bicester đánh chìm tàu ngầm U-boat U-443 ngoài khơi Algiers.
Sang tháng 5, Wheatland đã hộ tống cho Đoàn tàu KMF14/UGS8, và tham gia các hoạt động phong tỏa chặn tàu bè đối phương triệt thoái lực lượng khỏi Tunesia, trong khuôn khổ Chiến dịch Retribution. Sau đó nó hỗ trợ các hoạt động quét mìn chuẩn bị cho Chiến dịch Corkscrew, cuộc bắn phá và đổ bộ lên đảo Pantellaria trong eo biển Sicily. Vào ngày 11 tháng 6, nó trực tiếp hỗ trợ cho cuộc đổ bộ lên hòn đảo Ý này.
Đến tháng 7, Wheatland được huy động cho Chiến dịch Husky, cuộc đổ bộ tiếp theo của lực lượng Đồng Minh lên Sicily, Ý. Nó cùng Wilton được phân về Đội hộ tống U, và đã khởi hành từ Algiers vào ngày 7 tháng 7 trong thành phần hộ tống cho Đoàn tàu KMS18. Khi đi đến Sousse vào ngày hôm sau, nó tách ra để hộ tống cho Đoàn tàu SBF1, và khi đi đến bãi đổ bộ Bark South vào ngày 10 tháng 7, nó được bố trí tuần tra bảo vệ bãi độ bộ và hộ tống các đoàn tàu vận tải. Đến ngày 31 tháng 7, nó đã bắn phá Taormina, Sicily, hỗ trợ các chiếc dịch trên bộ tại đây. Vào ngày 16 tháng 8, nó hỗ trợ cuộc đổ bộ của Thủy binh Hoàng gia lên mũi Scarletta, Sicily.
Sang tháng 5, Wheatland tiếp tục hỗ trợ cho Chiến dịch Avalanche, cuộc đổ bộ của lực lượng Đồng Minh lên Salerno, Ý, khi nó hộ tống các đoàn tàu vận tải phục vụ cho chiến dịch. Cho đến cuối năm đó, nó hộ tống các đoàn tàu vận tải đi lại giữa Naples và Augusta, Sicily cũng như tại khu vực Trung tâm Địa Trung Hải.

### 1944
Wheatland tiếp tục hoạt động tại Địa Trung Hải cho đến tháng 6 năm 1944, khi nó cùng Exmoor (L08), Catterick (L81), Ledbury, Liddesdale (L100), Tetcott (L99) và Chiddingfold (L31) được điều sang Chi hạm đội Khu trục 22 đặt căn cứ tại Malta.
Sang tháng 7, Wheatland được tạm thời chuyển thuộc quyền chỉ huy của Hải quân Hoa Kỳ trong giai đoạn Chiến dịch Dragoon, cuộc đổ bộ tiếp theo của lực lượng Đồng Minh lên miền Nam nước Pháp, và được phân vào thành phần hộ tống Đội đặc nhiệm 88.1 trong chiến dịch này, một đội đặc nhiệm tàu sân bay vốn bao gồm các tàu sân bay hộ tống Khedive (D62), Emperor (D98), Searcher (D40), Pursuer (D73) và Attacker (D02), các tàu tuần dương Royalist (89) và Delhi (D47) cùng các tàu khu trục Troubridge (R00), Tuscan (R56), Tyrian (R67), Teazer (R23), Tumult (R11) và tàu khu trục Hy Lạp Navarino. Nó khởi hành từ Algiers vào ngày 10 tháng 8 để thay phiên cho Tumult, và được bố trí ngoài khơi khu vực tấn công cùng Đội đặc nhiệm 88.1 vào ngày D 15 tháng 8. Đội đặc nhiệm 88.1 rút lui về La Maddalena, Sardina để tiếp nhiên liệu và nghỉ ngơi vào ngày 19 tháng 8, trước khi quay lại khu vực tấn công hai ngày sau đó tiếp nối nhiệm vụ. Đơn vị lại rút lui về La Maddalena vào ngày 24 tháng 8, và Đội đặc nhiệm 88.1 được giải tán ba ngày sau đó.
Wheatland quay trở lại dưới quyền Hải quân Hoàng gia, và được điều sang khu vực biển Adriatic để hộ tống vận tải, tuần tra và hỗ trợ các chiến dịch trên bộ. Đang khi hoạt động cùng tàu chị em HMS Avon Vale vào ngày 1 tháng 11, nó đụng độ với một lực lượng tàu nổi đối phương về phía Nam đảo Lussino, Croatia, đánh chìm tàu phóng lôi Đức TA-20 cùng các tàu corvette UJ202 (Heinz Trautwein) và UJ208 (Klaus Wenke), Avon Vale đã cứu vớt được tổng cộng 90 người sống sót từ ba chiếc tàu chiến Đức. Đến ngày 28 tháng 11, nó cùng tàu chị em Aldenham (L22) hỗ trợ cho cuộc đổ bộ lên Nam Tư.

### 1945
Wheatland tiếp tục hoạt động tại khu vực biển Adriatic. Vào tháng 3 năm 1945, khi xung đột tại Châu Âu đi vào giai đoạn kết thúc, nó được chọn để điều sang hoạt động tại Viễn Đông. Vì vậy con tàu được tái trang bị tại cảng Taranto, Ý; và sau khi hoàn tất đại tu đã lên đường quay trở về Devonport, Anh vào ngày 20 tháng 7 cho những công việc chuẩn bị sau cùng. Tuy nhiên, do việc Nhật Bản đã chấp nhận đầu hàng vào giữa tháng 8 kết thúc hoàn toàn Thế Chiến II, việc điều động con tàu sang Viễn Đông bị hủy bỏ.

### Sau chiến tranh
Wheatland được đưa về Hạm đội Dự bị tại Devonport, neo đậu tại đây cho đến năm 1953 khi nó được kéo đến Penarth, Wales một thời gian ngắn, rồi lại được kéo về lực lượng dự bị tại Gibraltar. Đến năm 1955 nó được kéo trở về Harwich, rồi được đưa vào Danh sách loại bỏ. Con tàu được bán cho BISCO vào tháng 9 năm 1957, và được tháo dỡ tại xưởng của hãng McLennan tại Bo’Ness, Scotland vào ngày 20 tháng 9 năm 1959.